# 근소적 종분화
근소적 종분화(Peripatric speciation)는 창시자 효과가 일어난 경우에 흔히 발생한다. 창시자 효과 이후 적은 개체군 때문에 유전적 부동에 영향을 받으면 부모 개체군과 유전적으로 분리된다.